# Karolina Zalewska
Karolina Zalewska-Gardoni (født 19. Marts 1984 i Warszawa, Polen) er en polsk Fløjspiller, der spiller for Issy Paris Hand og det polske landshold.